# Hadji Muhtamad
Hadji Muhtamad est la municipalité la plus occidentale de la province de Basilan, aux Philippines.